# Cucina italiana

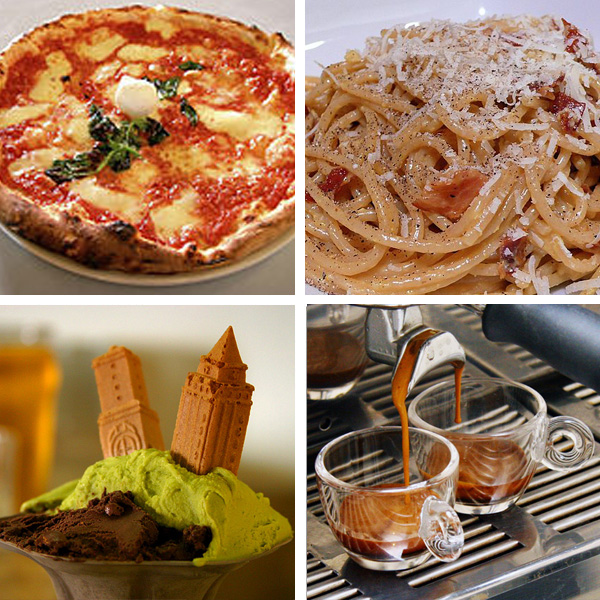
Alcune specialità della cucina italiana: la pizza, gli spaghetti, il gelato e il caffè espresso.

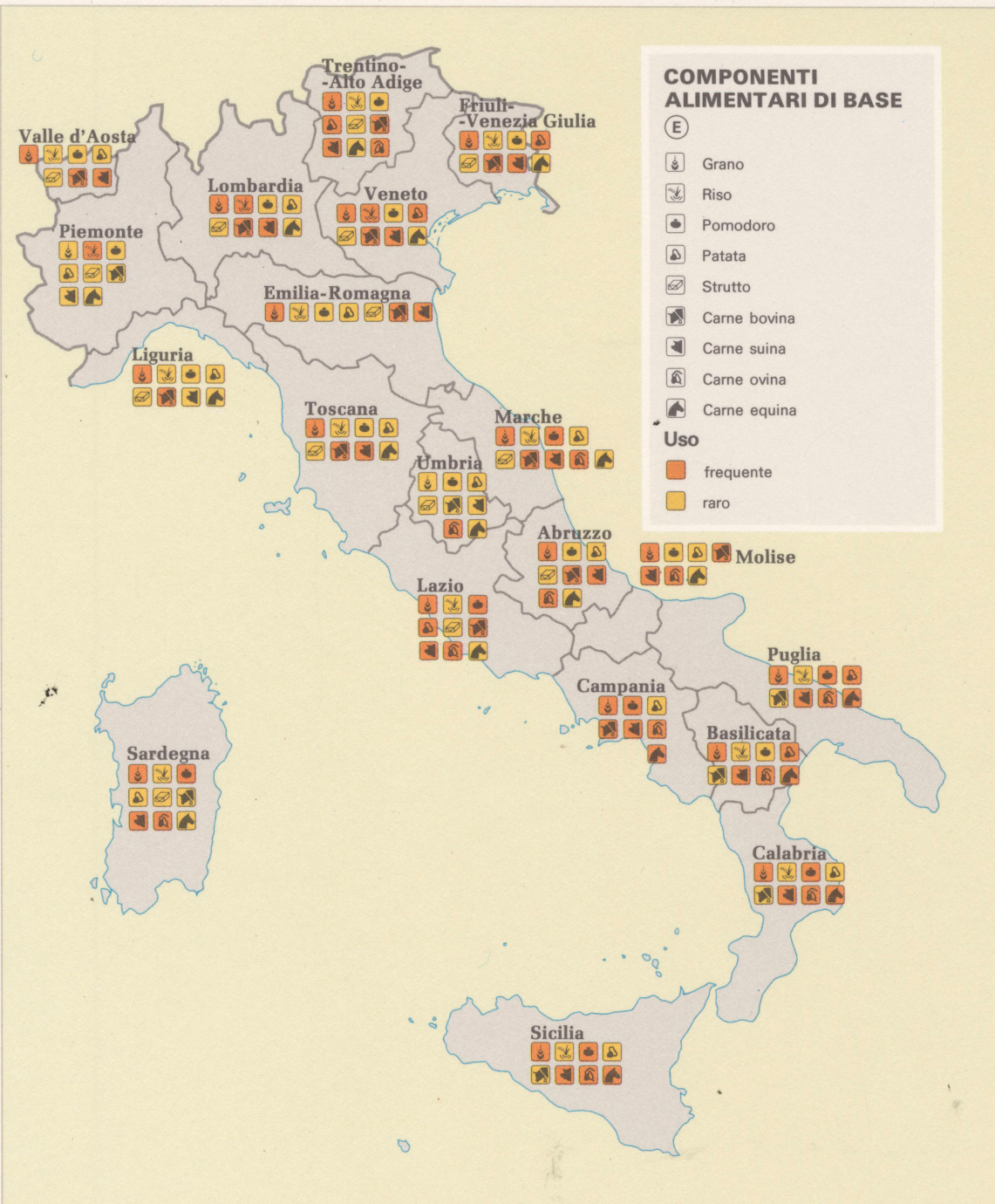
Mappa degli alimenti di base in Italia

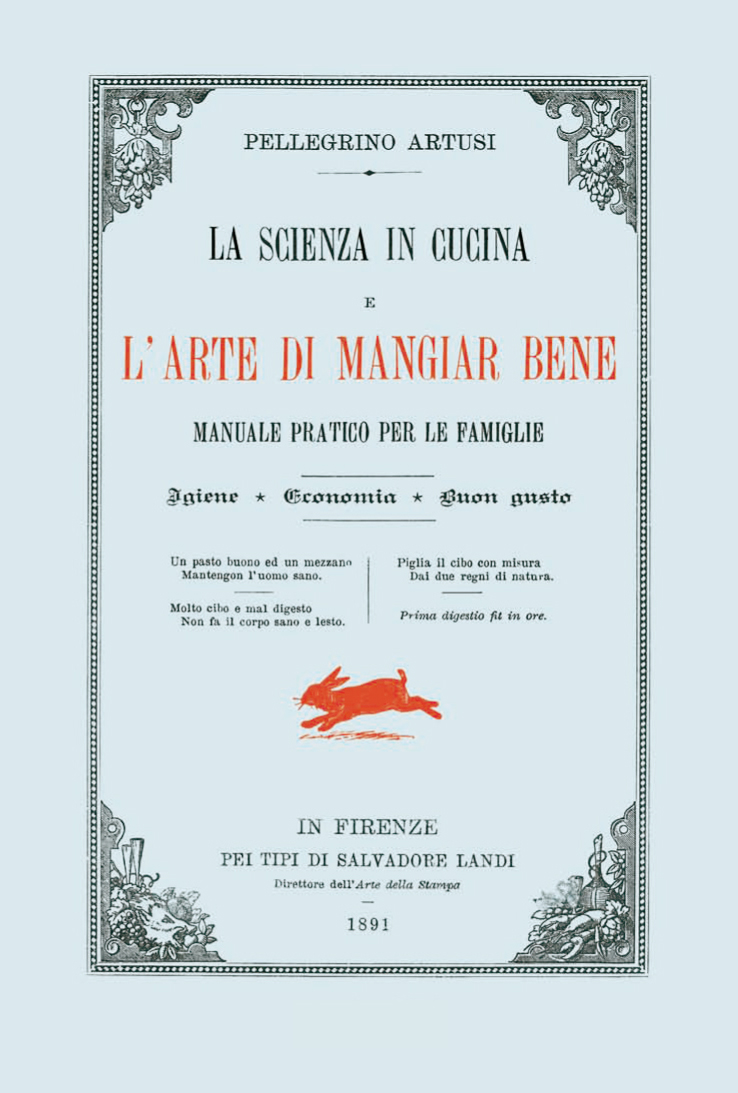
La scienza in cucina e l'arte di mangiar bene di Pellegrino Artusi fu la prima opera letteraria sulla cucina dell'Italia Unita.

La cucina italiana è l'espressione dell'arte culinaria sviluppatasi in Italia, comprendente tradizioni fortemente radicate e comuni a tutto il paese, nonché l'insieme di tutte le gastronomie regionali, in uno scambio continuo: molti piatti italiani che una volta erano conosciuti solo nelle regioni di provenienza col tempo si sono diffusi in tutto il paese.
È conosciuta come classico esempio di dieta mediterranea, riconosciuta come patrimonio immateriale dell'umanità dall'UNESCO nel 2010. Inoltre, si tratta di una delle gastronomie più note e apprezzate a livello globale; l'Italia è anche rinomata per la produzione di farinacei, olio d'oliva, formaggi, salumi, vini, frutta e dolci.
Una delle caratteristiche principali della cucina italiana è la sua semplicità, con molti piatti composti da pochi ingredienti: i cuochi italiani fanno affidamento sulla qualità degli ingredienti, piuttosto che sulla complessità di preparazione degli stessi.
I piatti e le ricette più diffuse, nel corso dei secoli, sono stati spesso creati in ambito domestico piuttosto che dagli chef, ed è per questo che molte ricette italiane sono adatte alla cucina casalinga e quotidiana, rispettando le specificità territoriali, privilegiando esclusivamente materie prime e ingredienti propri della regione di origine del piatto e preservandone la stagionalità.

## Alimenti di base
Gli alimenti di base della cucina italiana sono l'olio d'oliva, condimento per eccellenza, il pane di frumento fresco di giornata, la pasta, le verdure, il vino; per quanto riguarda gli alimenti proteici, rispetto alle cucine di altri paesi, una caratteristica della cultura gastronomica italiana è quella di considerare, nella preparazione di un pasto, la carne della stessa importanza degli altri alimenti, compresi quelli vegetali; inoltre la sua presenza a tavola è tipicamente sostituita, in alcuni giorni della settimana, da altri alimenti proteici: il pesce, i formaggi e le uova; ciò, del resto, è tipico anche delle altre cucine mediterranee. La carne fresca si alterna, nell'uso, anche scegliendo tra la vastissima gamma di insaccati e di salumi.
Il caffè, espresso o preparato con la moka, è considerato un elemento indispensabile nella tradizione alimentare italiana, sia per concludere il pasto, sia consumandolo da solo, in altri momenti della giornata. 

### La pasta
Componente fondamentale della cucina italiana, la pasta si divide in due grandi categorie: pasta secca (100% di farina di semola di grano duro impastata con acqua) e pasta fresca (con farina di grano tenero o duro e quasi sempre impastata con le uova). Gli italiani mangiano oltre 27 kg di pasta a persona all'anno.
Caratteristica della pasta è la presenza di numerose forme e varietà: ne esistono 350 forme diverse. 
Sia la pasta secca, sia quella fresca, sono usate per preparare il primo piatto, in tre diversi modi:
- pastasciutta: la pasta viene cotta e poi servita con un sugo o un altro condimento;
- minestra: la pasta viene cotta e servita in brodo di carne o di verdure, anche insieme a verdure spezzettate;
- pasta al forno: la pasta viene prima cotta e condita, e successivamente ripassata al forno.

I condimenti per la pasta sono anch'essi numerosissimi e variano nel gusto, nel colore e nella consistenza. Sono comuni i sughi, ma sono diffusi anche i condimenti a crudo. A partire dal XIX secolo uno dei sughi tipici più comunemente associati alla pasta è la salsa di pomodoro.

### I formaggi
I formaggi e i latticini sono alimenti di cui l'Italia può vantare la più grande diversità di tipi esistenti (487). I formaggi sono serviti come secondo piatto, sia da soli, sia come ingrediente. Sono inoltre un ingrediente per condire la pastasciutta e la minestra; negli antipasti, inoltre, è spesso servito del formaggio.
Le varietà di formaggi e latticini italiani sono numerosissime: vi sono più di seicento tipi diversi in tutto il paese, delle quali 490 protette e contrassegnate come DOP (Denominazione di origine protetta), IGP (Indicazione di origine protetta) e PAT (Prodotti agroalimentari tradizionali italiani).

### I vini
Il vino è una bevanda quasi sempre presente nella tavola del pranzo e della cena tipicamente italiani. L'Italia è il maggiore produttore mondiale di vino, nonché paese detentore della più ampia varietà di vitigni autoctoni al mondo; numerosi sono i tipi di vino prodotti nelle varie regioni italiane.

### L'olio d'oliva

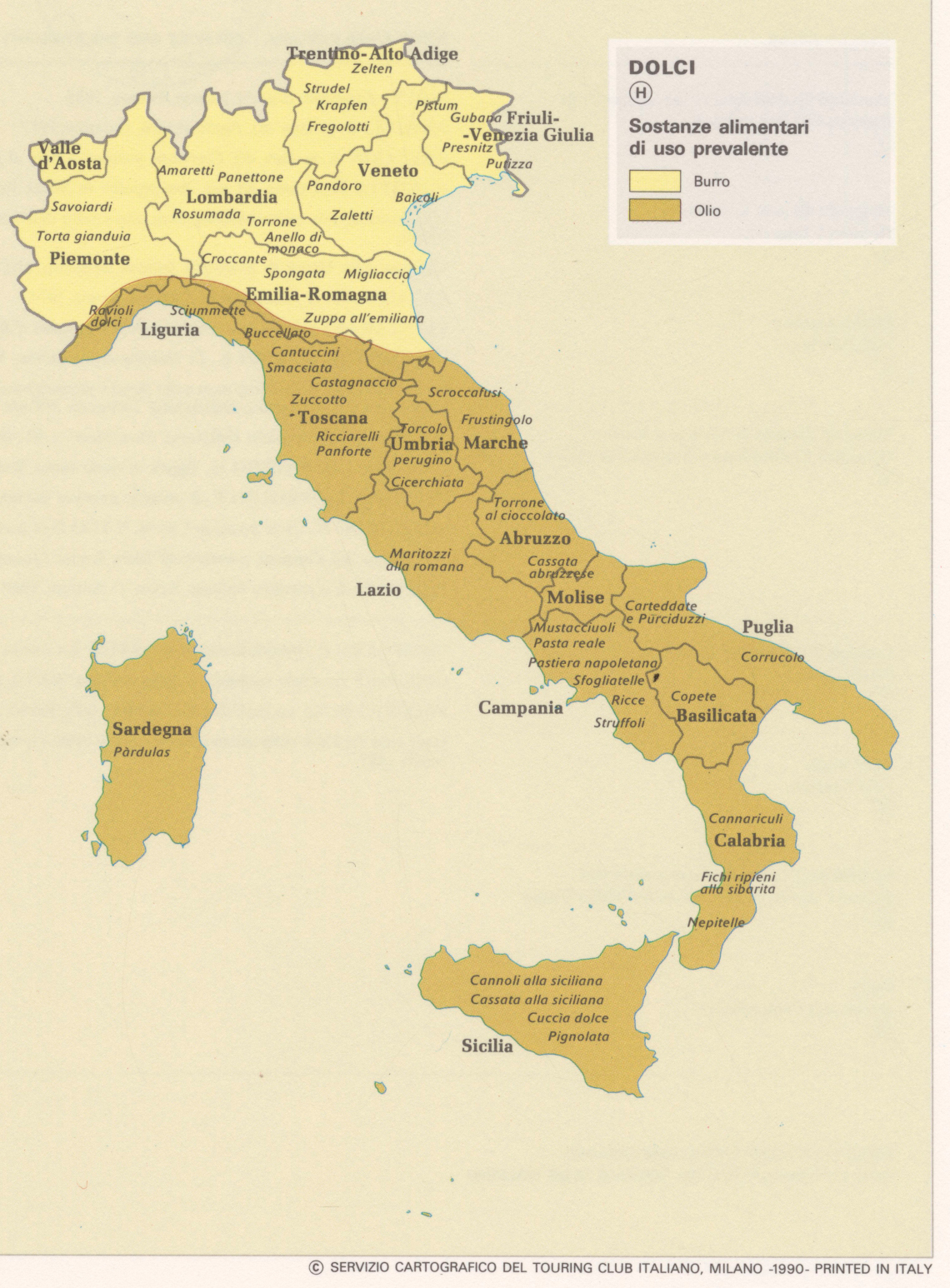
Mappa dei grassi alimentari di uso prevalente e dei dolci in Italia

L'olio extravergine di oliva è il condimento per eccellenza della cucina italiana, sostituito solo in alcune ricette e in alcune aree geografiche dal burro. L'Italia è il maggior paese consumatore di olio di oliva, con il 30% del totale mondiale, inoltre possiede la più vasta gamma di cultivar di olivo esistenti ed è il secondo produttore ed esportatore mondiale. Molte varietà sono autoctone e sono parimenti numerosi gli oli italiani di denominazione d'origine protetta.

### Il pane
Il pane fresco è sempre presente nella tavola del pranzo e della cena, per accompagnare il secondo piatto e il contorno e per fare la scarpetta; costituisce spesso l'ingrediente principale della merenda di metà mattina o di metà pomeriggio. È da sempre, come del resto anche per altri paesi mediterranei, un alimento fondamentale nella cucina italiana; esistono numerose tipi regionali di pane.

### La pizza e gli alimenti simili
La pizza è il cibo italiano più conosciuto e consumato al mondo. Inoltre, l'Arte tradizionale del pizzaiuolo napoletano, è stata riconosciuta come patrimonio immateriale dell'umanità dall'UNESCO nel 2017.
In Italia è consumata come piatto unico (pizza al piatto) o come spuntino per la merenda, anche da passeggio (pizza al taglio). Nelle varie regioni la pizza è affiancata da cibi molto simili: i vari tipi di focaccia, come la piadina, la crescia o lo sfincione.

### Gli insaccati e i salumi
La cucina italiana può vantare una grande varietà di insaccati e salumi, molti dei quali protetti e contrassegnati come DOP (Denominazione di origine protetta) e IGP (Indicazione geografica protetta), e costituenti circa il 34% del totale degli insaccati e salumi europei inclusi nelle medesime categorie; altri ancora, invece, sono contrassegnati come PAT (Prodotti agroalimentari tradizionali italiani). Sono serviti come secondo piatto o come antipasto, oppure nelle merende.

### La carne

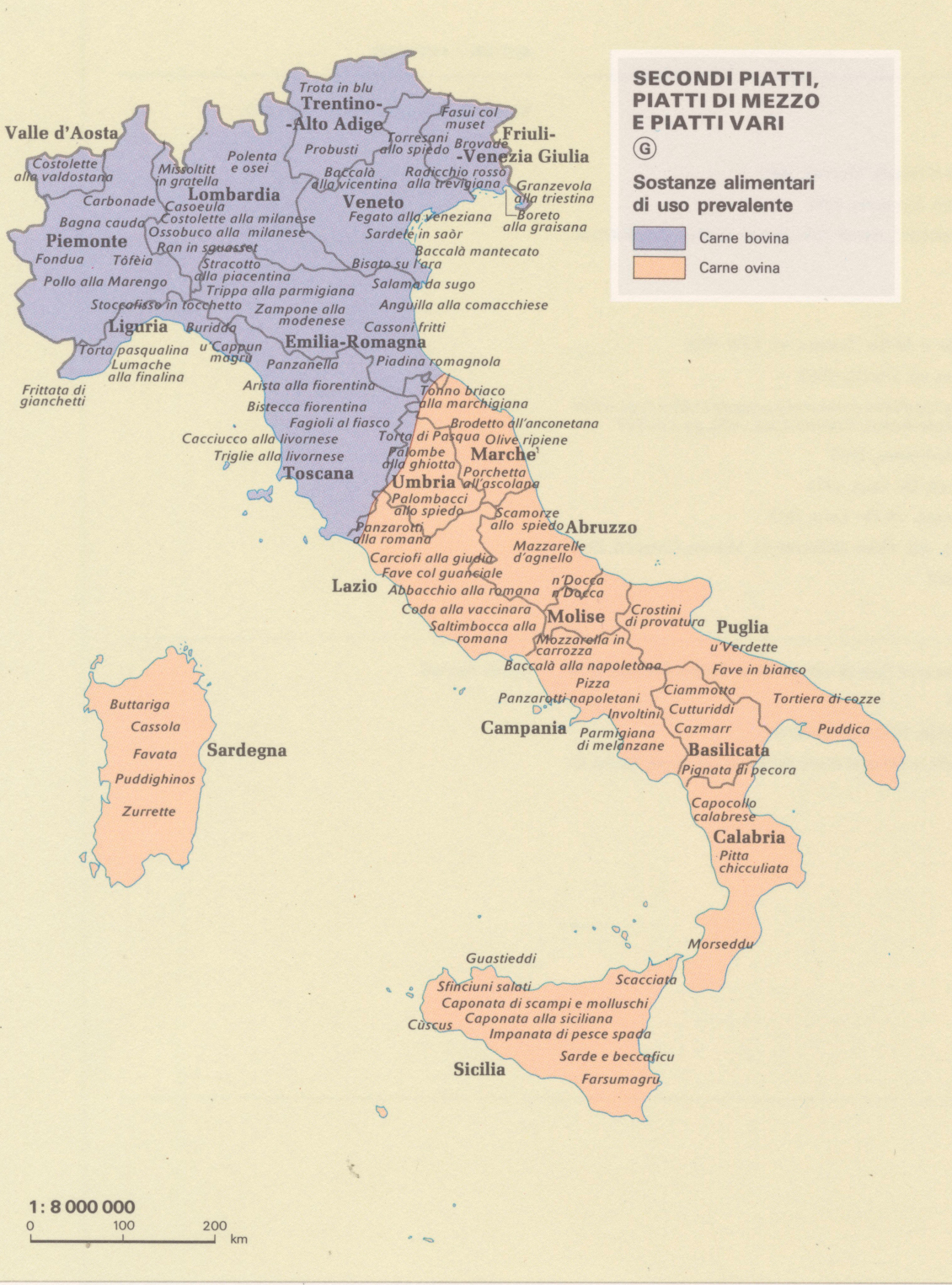
Mappa dell'uso della carne e del pesce nei secondi piatti italiani

La carne, soprattutto bovina, suina e avicola è molto presente e apprezzata nella cucina italiana, in una vastissima gamma di preparazioni e ricette di secondi piatti, pur non essendo considerata fondamentale la sua presenza all'interno del pasto, potendo essere sostituita da formaggio, uova o pesce. È importante anche come ingrediente nella preparazione di sughi per i primi piatti.
Oltre che nelle varietà citate, sia pur meno comunemente, è consumata in Italia anche la carne ovina, caprina, equina, cunicola e, ancor meno comunemente, quella di selvaggina.

### Il pesce, i crostacei, i molluschi e i frutti di mare
Essendo l'Italia circondata per più di tre quarti dal mare, avendo quindi un grande sviluppo costiero ed essendo ricca di laghi, il pesce (sia marino, sia di acqua dolce), così come i crostacei, i molluschi e gli altri frutti di mare, allo stesso modo della carne, godono di un posto preminente nella cucina italiana, come in genere nella dieta mediterranea.
Il pesce costituisce nei pasti la seconda portata ed è anche un ingrediente nella preparazione dei condimenti per il primo piatto. Inoltre è ampiamente usato anche negli antipasti. Comunemente, infatti, un pasto può essere a base di carne o a base di pesce, abbinando tra loro il condimento del primo piatto, la pietanza del secondo ed eventualmente gli ingredienti dell'antipasto.

### I dolci e il gelato
La pasticceria italiana è ricca di numerose preparazioni diffuse in tutto il paese e di specialità tipicamente regionali. I dolci sono spesso presenti nella colazione e possono costituire il cibo principale della merenda di metà mattina o di metà pomeriggio. Nella tradizione alimentare italiana il dolce si serve a fine pranzo o a fine cena solo in occasioni festive o ricorrenze particolari.
Tra i dolci più diffusi c'è il gelato, specialmente quello preparato artigianalmente: l'Italia è la nazione al mondo dove il gelato artigianale è più diffuso, coprendo il 55% del mercato, grazie alla copertura capillare delle gelaterie, alla tradizione del cono gelato da passeggio e alla preparazione professionale degli addetti.

## Storia
La cucina italiana si è evoluta attraverso secoli di cambiamenti politici e sociali, con radici che risalgono al IV secolo a.C. La cucina italiana stessa è stata influenzata dalla cucina dell'antica Grecia, dell'antica Roma, bizantina, ebraica e araba, ed è parte integrante dell'ampia famiglia delle cucine mediterranee.

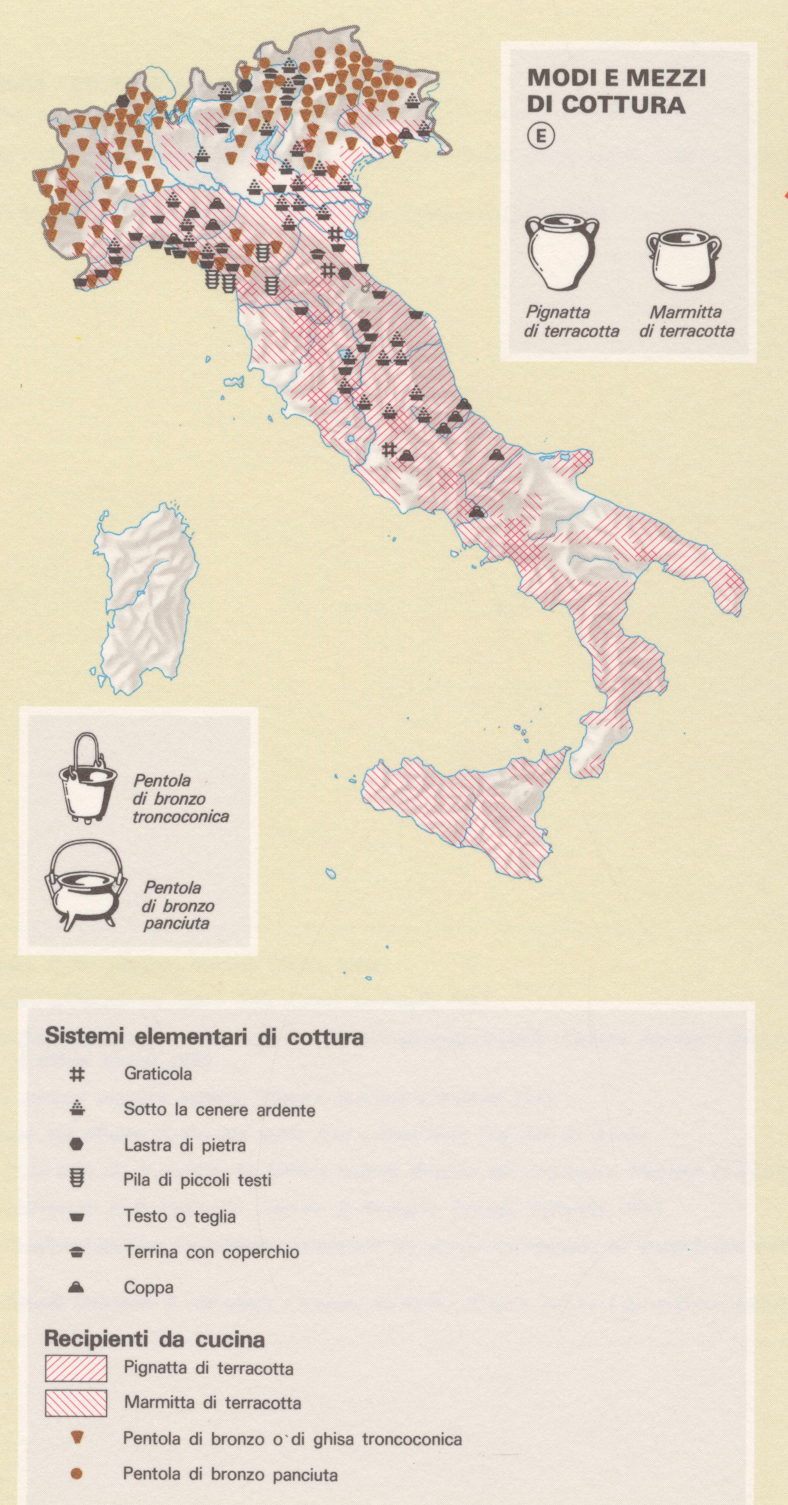
Modi e mezzi di cottura tradizionale in Italia.

Importanti mutamenti si ebbero con la scoperta del Nuovo Mondo e l'introduzione di nuovi ingredienti come patate, pomodori, peperoni e mais, oggi molto presenti in cucina ma introdotti in grandi quantità solo nel XVII secolo e, nello specifico del caso italiano, sviluppatisi e riadattatisi in loco sotto forma di molte e distinte varietà autoctone di pregio. 
Dagli anni Cinquanta in poi, una grande varietà di prodotti tipici della cucina italiana sono riconosciuti come DOP, IGP, STG, IG, PAT e De.CO. In ambito enologico, esistono delle tutele legali specifiche: le Denominazioni di origine controllata (DOC) e le Denominazioni di origine controllata e garantita (DOCG). Anche nell'olivicoltura sono state istituite delle Denominazioni di origine protetta (DOP) e delle Indicazioni geografiche protette (IGP). 
In seguito al diffondersi anche in Italia del fast food, importato dai paesi anglosassoni e in particolare dagli Stati Uniti, nel 1986, a Bra, fu fondato il movimento culturale e gastronomico Slow Food, poi convertitosi in ente avente lo scopo di tutelare le specificità culinarie italiane e di salvaguardare svariati prodotti regionali della cucina italiana sotto il controllo dei Presìdi Slow Food. 
È da ricordare che tante specialità note nel mondo sono nate in Italia come il gianduiotto (1865), che prese il nome dalla maschera torinese Gianduja e il pandoro (1894), nato a Verona e inventato dal pasticciere italiano Domenico Melegatti.
Il 26 marzo 1996, la Santa Sede ha dichiarato San Francesco Caracciolo, vissuto tra il XVI e il XVII secolo, patrono dei cuochi d'Italia.

## I pasti principali
Nella cucina italiana i pasti consumati nell'arco della giornata sono tre: la colazione, il pranzo e la cena, a cui si aggiungono spesso la merenda di metà mattina e la merenda di metà pomeriggio, che sono pasti leggeri, composti solitamente da cibi non cucinati.

### La colazione

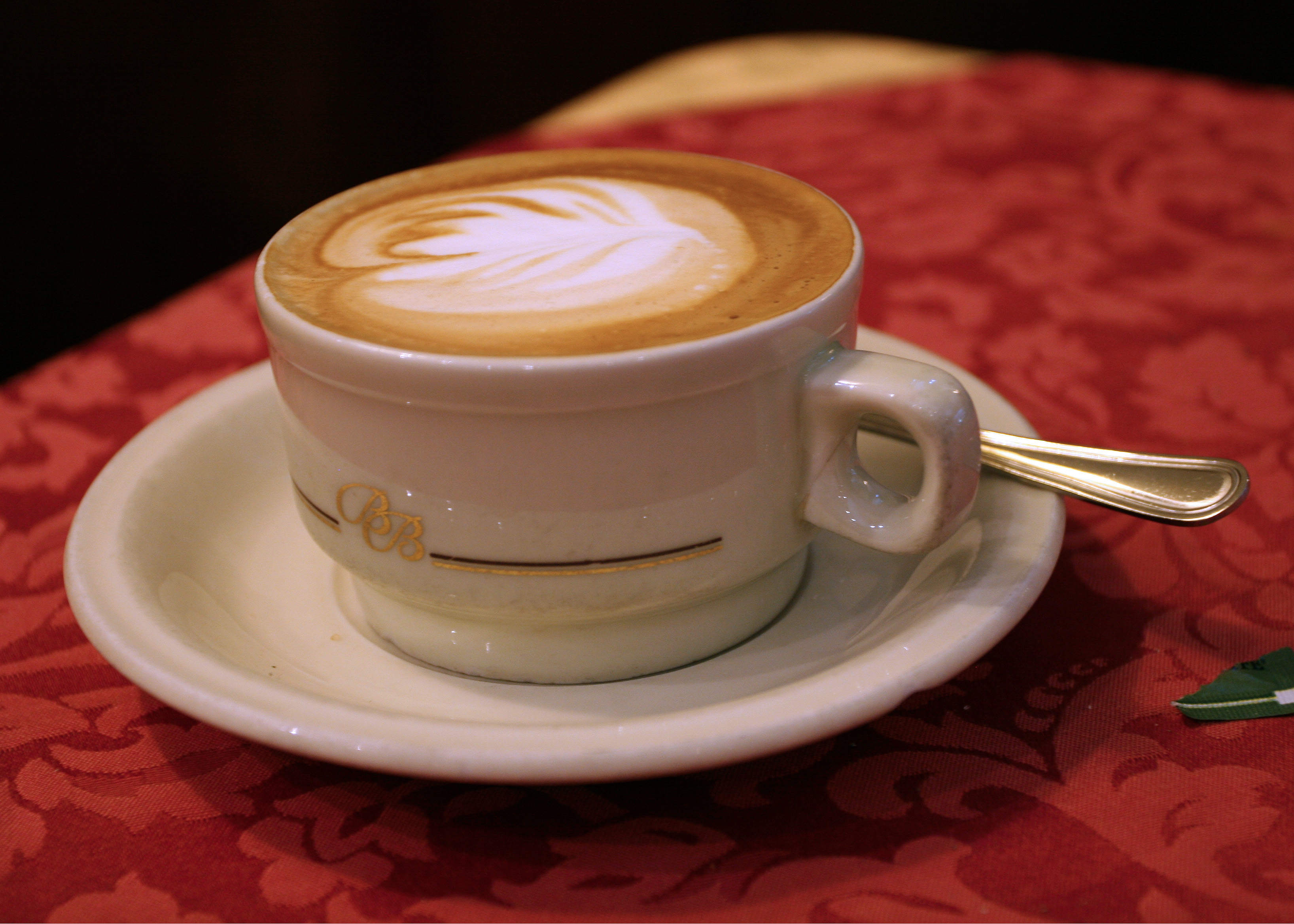
Un cappuccino, classica bevanda italiana da colazione.

La colazione più diffusa a livello nazionale è dolce, consumata a casa o al bar. Se la colazione è consumata in casa, consiste in caffè (espresso o preparato con la moka), oppure latte o caffellatte accompagnati da prodotti da forno come biscotti, ad esempio dei frollini o dei novellini, oppure da fette di pane spalmate con burro e marmellata o con miele o con crema gianduja, prodotto a base di cioccolato e nocciole. Il latte è a volte sostituito da succo di frutta. In alcune occasioni speciali, come la domenica o le festività, possono essere presenti anche in casa più prodotti da forno, come torte, crostate, pasticcini o altre specialità regionali. 
Se la colazione è consumata al bar, il caffè espresso predomina, insieme al cappuccino o al latte macchiato, accompagnati dal classico cornetto o dal bombolone o da un pasticcino; varia è comunque la scelta dei dolci da colazione, di cui alcuni presenti spesso solo in determinate regioni o città. Negli ultimi decenni si sono diffuse anche altri tipi di bevande al caffè, come il mocaccino e il marocchino.
Molto meno frequente, ma non completamente inusuale, può essere la colazione salata (anche se molto più leggera e frugale rispetto ad altre colazioni salate europee), composta spesso da focaccia (di diverso tipo a seconda della regione) o anche solamente da pane casereccio tostato e condito con olio extravergine d'oliva o con del pomodoro o con qualche salume affettato.
Sono comunque numerosi gli italiani che al mattino si limitano ad ingerire solamente un caffè, generalmente espresso o preparato con la moka, senza assumere cibi.

### Il pranzo

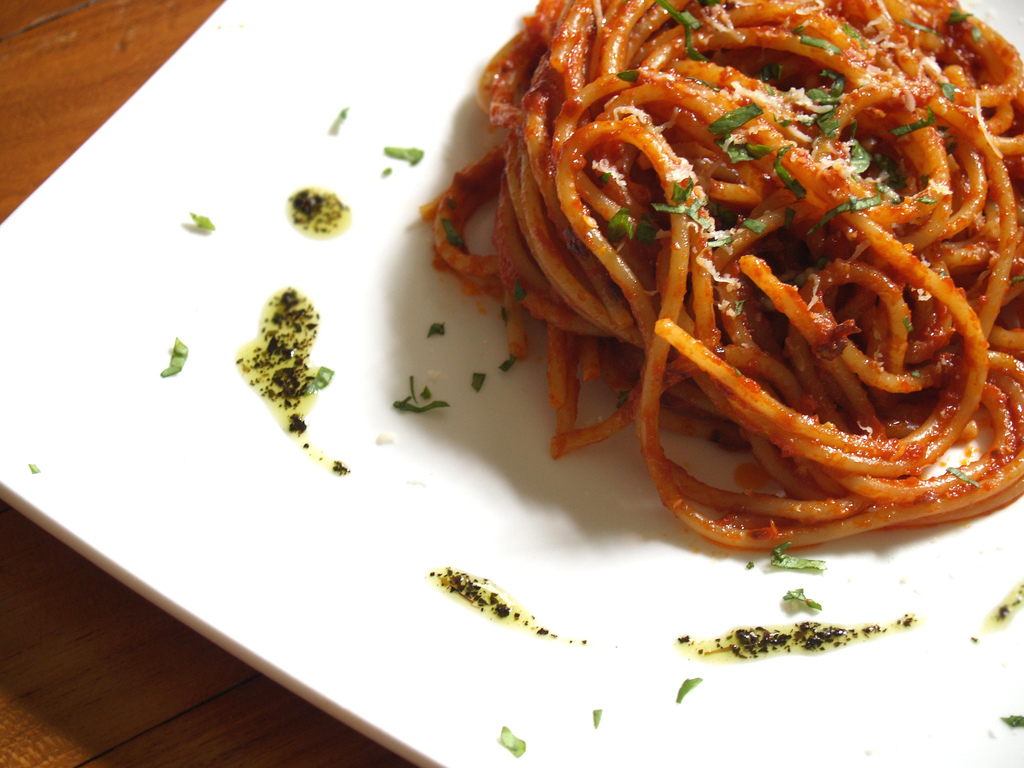
Spaghetti all'arrabbiata, un classico esempio di primo piatto a base di pasta in un pranzo italiano.

Nella cultura italiana, il pranzo è spesso ritenuto il pasto più importante della giornata ed è, se completo, composto da quattro portate, ossia:
- un primo piatto, tipicamente a base di carboidrati, consistente in pasta o risotto o riso o polenta o legumi o minestra o zuppa;[44][45][46]
- un secondo piatto, tipicamente a base di proteine, consistente in carne o pesce o latticini o formaggi o insaccati o uova. Quest'ultime sono servite in vario modo: in frittata, in padella, sode o strapazzate;[47][48][49]
- un contorno, a base di verdure crude o cotte, preparate in vario modo; accompagna il secondo piatto;
- frutta di stagione come conclusione.

Il secondo piatto e il contorno sono sempre accompagnati dal pane.
È molto frequente e tradizionale in Italia che un pasto, e soprattutto un pranzo, venga chiuso da una tazzina di caffè espresso oppure preparato con la moka, seguita dal cosiddetto ammazzacaffè, composto da un bicchierino di liquore locale, amaro o dolce (di cui esiste ampia scelta), o direttamente da un caffè corretto.
In occasioni particolari, come festività e ricorrenze, sono presenti anche due altre portate:
- un antipasto, per stuzzicare l'appetito prima del pasto; freddo o caldo, è la portata meno abbondante, ed è in genere composto da crostini o bruschette o salumi e/o insaccati o formaggi e/o latticini o verdure cotte e/o crude o preparazioni a base di pesce e/o frutti di mare;[52][53]
- un dolce per terminare;[54][55]

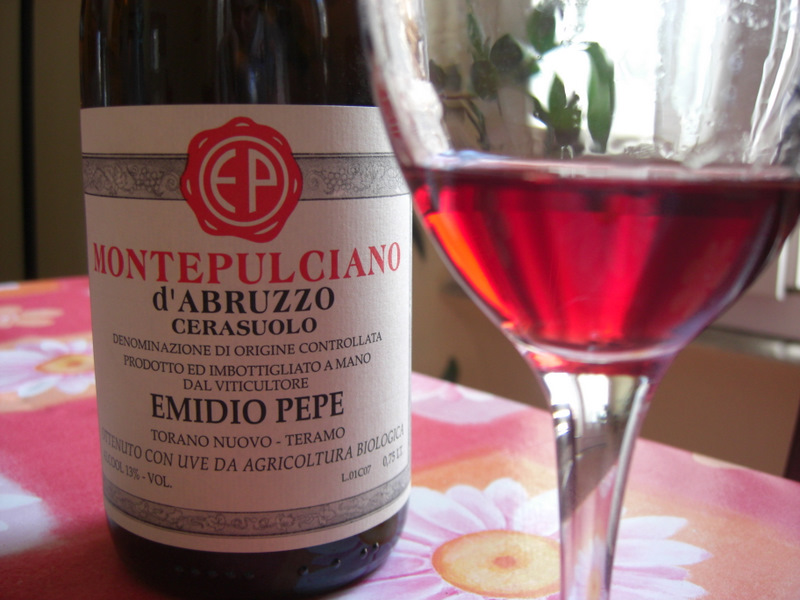
Vino rosato Cerasuolo d'Abruzzo

Il vino è frequentissimo sulle tavole degli italiani durante i pasti principali, ossia il pranzo e la cena.
In tempi moderni, l'introduzione nelle aziende dell'intervallo breve per il pranzo ha spesso modificato le abitudini alimentari di una fetta di italiani, costituita specialmente da una parte dei cittadini delle grandi aree urbane, facendo diventare la cena il pasto principale della giornata. Ciò fa sì che questa parte della popolazione italiana consumi il classico pranzo completo prevalentemente nei giorni festivi o nei fine settimana, mentre negli altri giorni ricorra in genere a una sola portata o a un piatto unico, se non solo a un panino imbottito con una bevanda, vicino al posto di lavoro. Nonostante ciò, il tipico pranzo completo e di più portate continua comunque a persistere tra la maggior parte della popolazione italiana.

### La cena

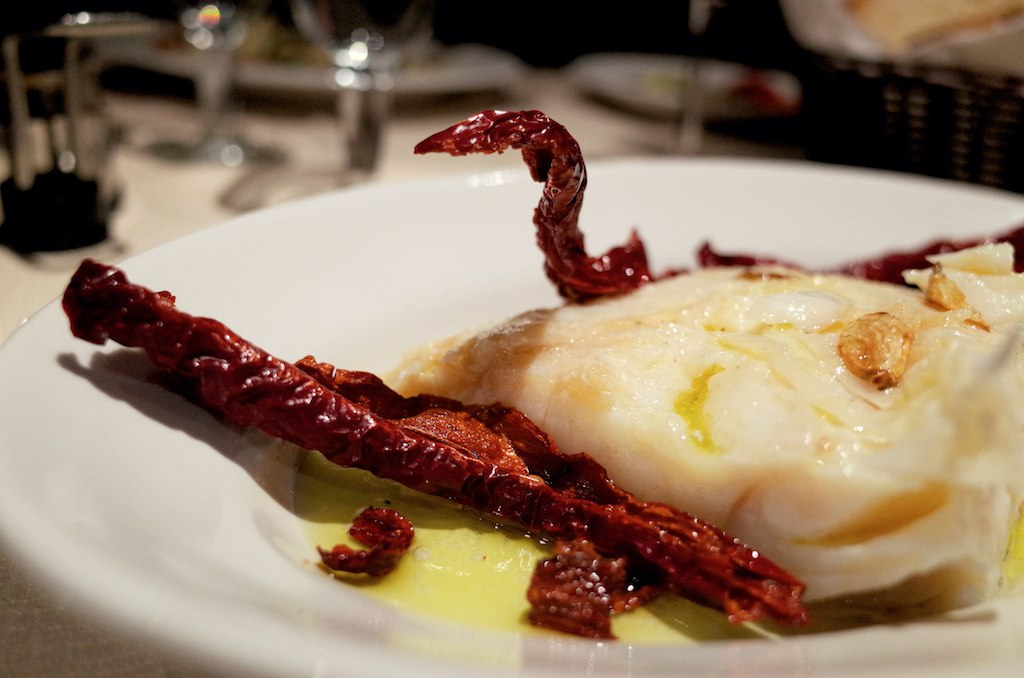
Baccalà in umido con peperoni cruschi, un esempio di secondo piatto

Insieme al pranzo, è l'altro pasto principale della giornata. Lo schema della cena ricalca quello del pranzo italiano classico, quindi con le stesse portate, ma con pietanze e alimenti solitamente più leggeri.
Fanno eccezione le cene consumate in occasione di determinate ricorrenze annuali: la Notte di San Silvestro, la Vigilia di Natale, il periodo di Carnevale. Questi pasti sono chiamati cenoni; come suggerisce il nome, sono più ricchi e sostanziosi del pranzo stesso.
A differenza del pranzo, la cena italiana, quando consumata tra stretti familiari, non contempla necessariamente la presenza di un primo piatto a base di farinacei (come la pasta o la polenta) o di cereali (come il riso), per cui, a volte la cena è composta da quello che durante il pranzo equivarrebbe a un secondo piatto (quindi una preparazione a base di carne o pesce), con o senza contorno, o da un piatto unico, come una minestra o una zuppa leggera, includendo comunque la presenza del pane.

### La merenda di metà mattina e di metà pomeriggio

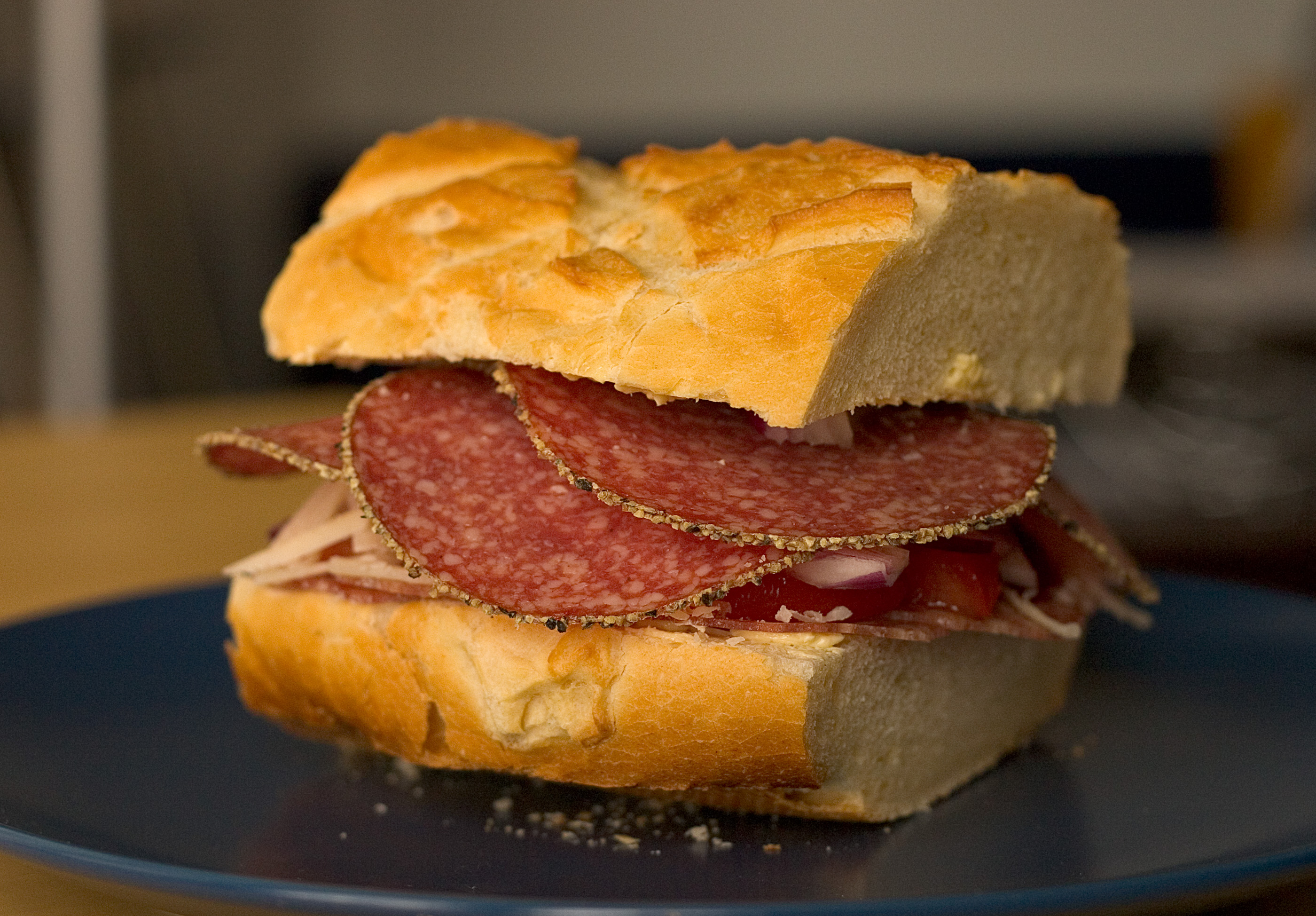
Un classico panino al salame milanese per la merenda.

La merenda (dal latino merenda) non è un pasto principale, ma uno spuntino importante per placare l'appetito di metà mattinata (intorno alle ore dieci) o di metà pomeriggio (intorno alle ore diciassette). Si tratta solitamente di un pasto leggero, composto da un panino o da un tramezzino, da sola frutta o da pane e marmellata, se non da qualche dolce tipico e, d'estate, eventualmente da gelato. È particolarmente effettuata nell'infanzia, ma spesso anche dagli adulti.

## La cucina italiana all'estero

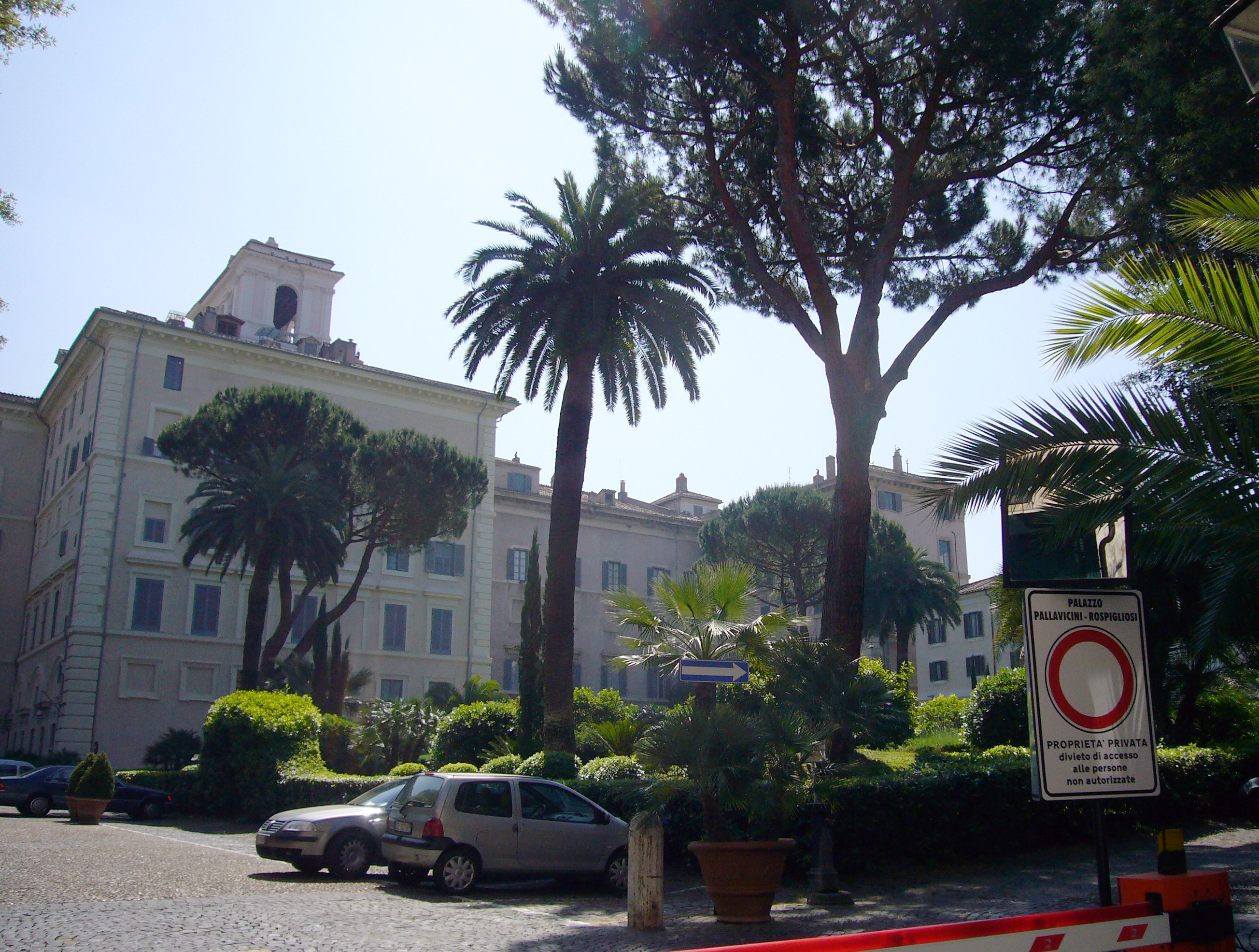
Palazzo Pallavicini Rospigliosi a Roma, sede della Coldiretti (Confederazione Nazionale Coltivatori Diretti), una delle associazioni italiane intenta ad occuparsi del contrasto al fenomeno dellitalian sounding nel mondo.

È una delle cucine che più vengono offerte dai ristoranti di tutto il mondo, anche se spesso gli italiani non sono soddisfatti di come i ristoratori stranieri preparino i piatti italiani all'estero. Se uno dei motivi è la difficoltà di trovare prodotti tipici del Mediterraneo (o il loro alto costo in paesi in cui tali prodotti devono essere importati), un altro motivo è paradossalmente proprio la semplicità dei piatti italiani più famosi.
Spesso in alcuni paesi (soprattutto in quelli anglofoni, ma non solo) si pensa che un piatto buono debba essere ricco di ingredienti, e non si resiste alla tentazione di aggiungerne sempre di più e di nuovi, per rendere i piatti più complessi, oppure per non dare l'impressione di un piatto preparato con noncuranza agli occhi di clienti non italiani (nel caso di un ristorante). Anche la netta distinzione, tutta italiana, tra primo e secondo piatto, non aiuta allo scopo, soprattutto in quei paesi dove l'abitudine a un piatto unico è ben radicata.
Così, i primi piatti a base di pasta più semplici vengono evitati o presentati in modo più ricco, aggiungendo ingredienti a sproposito. Ad esempio, la pizza Margherita, viene raramente acquistata se confrontata con altre pizze più farcite presenti nei menù di questi ristoranti esteri, quindi vi si aggiungono ingredienti, spesso completamente estranei alla cultura italiana; senza considerare le numerose salsine (ad esempio la salsa d'aglio) che vengono date insieme alla pizza, per farcirla (pratica, questa, del tutto assente nella cucina italiana).
Proprio l'aglio è spesso spacciato come ingrediente tipico della gastronomia italiana (creme all'aglio, pane all'aglio, ecc.) laddove la cucina di nessuna regione italiana ne fa un uso così intenso come apparentemente emerge dai ristoranti italiani all'estero.
L'eccessiva rivisitazione, fin quasi alla completa snaturalizzazione, che la cucina italiana (o alcuni dei suoi piatti più famosi) subisce frequentemente all'estero, spesso fa sì che questa risulti quasi irriconoscibile o addirittura immangiabile agli occhi degli italiani, cioè è dovuto, oltre che all'inadeguata preparazione delle sue ricette e alla mancanza o totale irreperibilità di alcuni dei suoi ingredienti più caratteristici al di fuori dell'Italia, anche e soprattutto alle falsificazioni (o frodi alimentari) di cui questi ingredienti italiani sono costanti vittime in tutto il mondo. Questo fenomeno, diffusissimo in tutti i continenti e meglio conosciuto come Italian Sounding, investe quasi ogni settore del Made in Italy alimentare, dai formaggi italiani più famosi ai salumi, dalle paste ai pani regionali, dagli oli extravergine di oliva ai vini tipici, eccetera; tutti prodotti e confezionati con nomi ed immagini che richiamano il Bel Paese, ma che nulla hanno a che fare con la qualità, la cultura e le tradizioni del Made in Italy, essendo esse imitazioni realizzate all'estero e, nella maggior parte dei casi, anche molto distanti dal prodotto originale che dovrebbero rappresentare. Tutto ciò, oltre a rendere inadeguati, quando non completamente falsi, molti dei piatti italiani offerti da tali ristoranti all'estero, causa anche un'enorme perdita economica alle esportazioni dell'agroalimentare italiano nel mondo e fa sì che organizzazioni nazionali come Confagricoltura o Coldiretti debbano costantemente lottare contro tali frodi e contraffazioni per la salvaguardia del vero agroalimentare italiano nel mondo.